# Next Generation Air Dominance

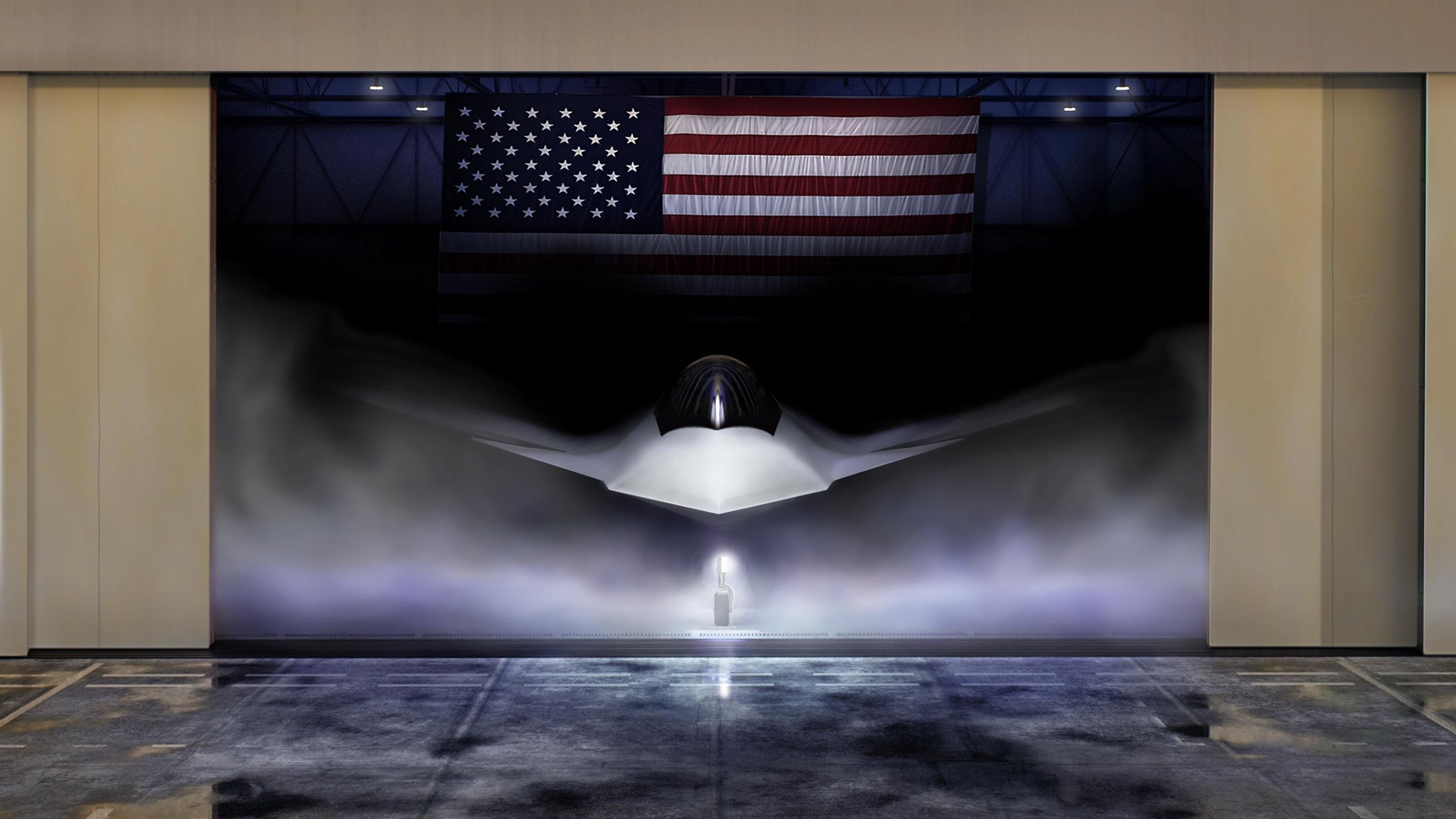
Rendu graphique du F-47 dévoilé le 21 mars 2025.

Next Generation Air Dominance (NGAD) est un programme lancé par l'United States Air Force (USAF) en 2015 pour développer un chasseur (et un système - drones ailiers) de supériorité aérienne destiné à remplacer le F-22 Raptor à l'horizon 2030. Il s'agit de l'un des programmes d'avions de chasse de sixième génération en développement dans plusieurs pays du monde.
Ce programme ne consiste pas simplement à remplacer un aéronef par un autre mais par un système de systèmes. En effet, le NGAD devra être au centre d'une famille de systèmes incluant aussi bien des avions pilotés que des drones ailiers. Il devra également être communiquant avec tous les autres systèmes (avions, satellites, radars aéroportés ou terrestres, navires...) tel que prévu dans le programme Joint All-Domain Command and Control 2 (JDAC2) (en). En 2024, ce programme est mis en pause, notamment pour des raisons de coût et un questionnement sur la pertinence de conserver un pilote, puis relancé début 2025.
L'US Navy a un programme équivalent, originellement nommé F/A-XX (horizon 2030-2035)… puis renommé Next Generation Air Dominance, mais il s'agit bien de deux programmes distincts.

## Appel d'offres
L'USAF a notifié son appel d'offres de manière confidentielle aux principaux avionneurs le 18 mai 2023. Ils prévoient d'accorder le contrat courant 2024. Un démonstrateur a effectué son premier vol en 2020. Cependant, aucune information plus précise n'a fuité à ce sujet, si ce n'est que plusieurs records auraient été battus.
Une réflexion porte sur la possibilité de proposer deux variantes selon le théâtre d'opérations prévu. Une version a plus long rayon d'action et plus de capacité d'emport pour la région Pacifique et une version plus légère pour l'Europe.
Cet appel d'offres ne concerne pas les « ailiers collaboratifs autonomes » (un millier) qui devrait faire l'objet d'un contrat séparé, mais seulement la plateforme pilotée. Northrop Grumman a annoncé le 27 juillet 2023 qu'il ne sera pas candidat à ce programme. Seuls Boeing et Lockheed Martin restent donc en course. Le contrat porterait sur 200 exemplaires pour l'USAF.
En mars 2025, l'US Air Force annonce que Boeing a remporté le contrat pour l'avion désormais appelé F-47. Néanmoins, son avenir n'est pas assuré, par manque de crédits ; le F-15EX Eagle II connaissant un retour en grâce, y compris au sein de l'armée, il était jusque-là seulement soutenu par le Congrès et boudé par cette dernière.

## Caractéristiques
Bien que confidentiel dans le détail, l'USAF exige les caractéristiques suivantes :
- une autonomie conséquente, contrairement au F-22,
- une haute capacité destructive,
- pouvoir opérer en ambiance de guerre électronique sévère avec un brouillage des fréquences radio, radar et GPS,
- une capacité avancée de survie,
- une grande interopérabilité et capacité à intégrer de nouvelles technologies,
- des capacités d'attaque au sol,
- un logiciel au standard open architecture (en) afin de maintenir un haut niveau de compétition entre les entreprises durant la durée de vie de l'appareil mais aussi d'en réduire les coûts de maintenance,
- le tout dans un environnement opérationnel très contesté qui semble marquer la fin de la doctrine de supériorité aérienne absolue comme celle recherchée lors de l'opération Desert storm par exemple.

## Budget
Le coût unitaire n'est pas encore fixé mais serait de plusieurs centaines de millions de dollars. Pour rappel, le coût unitaire d'un F-22 était de 360 millions de dollars. Toutefois, cet appareil est prévu pour être accompagné par ses drones ailiers qui, selon les vœux de Frank Kendall, ne devront pas excéder la moitié du prix d'un NGAD, soit plus que le prix d'un F-35.
Un budget de 2 milliards de dollars a été demandé par l'USAF au Congrès pour 2024. 16 milliards de dollars de plus sont prévus pour les 5 années suivantes.

## Développement
Selon Frank Kendall, l'actuel secrétaire général de l'USAF, le concept devra s'affranchir des phases de démonstrations et d'expérimentations non essentielles afin de tenir les délais d'entrée en service en 2030.
Will Roper le secrétaire adjoint à l’Air Force chargé des acquisitions, de la technologie et de la logistique avait déjà indiqué en 2020, que selon la Digital Century Series initiative, qui repose sur la digitalisation de la conception et de la réalisation des nouveaux aéronefs, l'USAF doit pouvoir renouveler beaucoup plus rapidement sa flotte d'avions de combat plutôt que de dépenser d'importants budgets pour accompagner le vieillissement des flottes existantes. Actuellement, l'USAF dépense 70 % de son budget pour entretenir sa flotte. Dorénavant, elle veut dépenser ces 70 % pour des matériels novateurs qui auraient des cycles de vie d'une quinzaine d'années.
John Venable et Heather Penney, deux anciens pilotes de chasse experts, se montrent sceptiques sur la possibilité de tenir des délais aussi courts pour un programme aussi ambitieux. D'autant plus que son intégration dans la famille de système promet d'être complexe et de demander beaucoup d'expérimentations.
Le 21 mars 2025, le président Donald Trump annonce que Boeing se voit confier ce programme, avec un contrat d’ingénierie et de développement industriel d’une valeur estimée à plus de 20 milliards de dollars. L'avion est désigné Boeing F-47. Néanmoins, son avenir n'est pas assuré, par manque de crédits ; le F-15EX Eagle II connaissant un retour en grâce, y compris au sein de l'armée, il était jusque-là seulement soutenu par le Congrès et boudé par cette dernière.

## Propulsion
Le F-47 sera propulsé par le Next Generation Adaptive Propulsion (NGAP), un réacteur à cycle adaptatif. Ce type de réacteur est plus économique, avec une gestion thermique largement améliorée et une poussée supérieure de 10 %. GE Aerospace (projet XA102) et Pratt & Whitney (projet XA103) sont en compétition, et passent leur revue de conception début 2025.